# Щ-109
«Щ-109» — советская дизель-электрическая торпедная подводная лодка времён Второй мировой войны, принадлежит к серии V проекта Щ — «Щука».

## История корабля
Лодка была заложена 27 марта 1932 года на заводе № 190 «Северная верфь» в Ленинграде, в том же году была доставлена в разобраном виде на завод № 202 «Дальзавод» во Владивостоке для сборки и достройки, спущена на воду в августе 1933 года. 27 ноября 1933 года лодка вошла в состав Морских Сил Дальнего Востока под обозначением «Щ-31».

### Служба
- 7 декабря 1933 года получила имя «Сом».
- 15 сентября 1933 года получила обозначение «Щ-109».
- 24 октября 1938 года участвовала в учениях по высадке с подводной лодки легководолазов и их возвращению на лодку.
- В годы Второй мировой войны в боевых действиях не участвовала.
- 10 июня 1949 года переименована в «С-109».
- 17 августа 1953 года исключена из состава флота, переоборудована в станцию борьбы за живучесть, поставлена на прикол.
- 15 сентября 1953 года переименована в «СТЖ-18».
- 12 января 1957 года переименована в «УТС-63»
- В 1960-х годах исключена из списка судов, расформирована, впоследствии разделана на металл.

## Командиры лодки
- 1933 — … — Л. А. Курников
- В. К. Векке
- … — август 1945 — … — Н. Г. Лукин